# Савиоре дел'Адамело
Савио̀ре дел'Адамѐло (на италиански: Saviore dell'Adamello, на източноломбардски: Saviùr, Савиур) е село и община в Северна Италия, провинция Бреша, регион Ломбардия. Разположено е на 1210 m надморска височина. Населението на общината е 1009 души (към 2011 г.).